# Yên Lạc, Như Thanh
Yên Lạc là một xã thuộc huyện Như Thanh, tỉnh Thanh Hóa, Việt Nam.
Xã có diện tích 24,63 km², dân số năm 1999 là 5017 người, mật độ dân số đạt 204 người/km².

## Hành Chính - Địa Lý
Xã Yên Lạc, Như Thanh gồm 7 thôn.
Thôn Ao Mè		    (Thôn 4)
Thôn Đồng Trung	    (Thôn 2)
Thôn Ba Cồn		    (Thôn 3)
Thôn Đồng Yên		(Thôn 1)
Thôn Tân Long		(Thôn 5)
Thôn Khe Lau		(Thôn 6)
Thôn Tân Xuân       (Thôn 7)

## Kinh Tế - Chính Trị
Mặc dù phải đối mặt với không ít khó khăn và thách thức do dịch bệnh Covid-19 và thiên tai, song dưới sự lãnh đạo, chỉ đạo sát sao, quyết liệt của Huyện ủy - HĐND - UBND huyện, cùng sự cố gắng nỗ lực của các cơ quan, đơn vị, các xã, thị trấn và sự đoàn kết của nhân dân trong huyện, và bằng nhiều giải pháp trọng tâm và đột phá, kinh tế - xã hội trên địa bàn huyện Yên Lạc tiếp tục được khởi sắc. Sau 1 năm thực hiện Nghị quyết Đại hội Đảng bộ tỉnh lần thứ XVII, nhiệm kỳ 2020 - 2025 và Nghị quyết Đại hội Đảng bộ huyện lần thứ XXII, huyện Yên Lạc đã đạt nhiều kết quả, thành tựu quan trọng, tạo tiền đề, cơ sở vững chắc cho lộ trình 5 năm của kế hoạch phát triển kinh tế - xã hội giai đoạn 2021 - 2025.